# Kayla Scavo
Kayla Huntington is een personage uit de Amerikaanse televisieserie Desperate Housewives, gespeeld door Rachel G. Fox.

## Verhaallijn
Kayla Huntington is het buitenechtelijk kind van Tom Scavo met Nora Huntington. Een paar weken nadat ze Lynette ontmoet heeft, wordt haar moeder doodgeschoten door Carolyn Bigsby in een supermarkt en wordt ze door Lynette en Tom geadopteerd. Lynette probeert haar een leuke verwelkoming te geven, maar haar andere kinderen zien het niet zitten om het huis te moeten delen met nóg een kind en wanneer Kayla Lynette's oude pop vernielt, zakt de moed al snel. Ze durft niet te streng te zijn, aangezien het moeder zijn voor Kayla nogal een gevoelig onderwerp is, maar al snel begint het kind misbruik te maken van de situatie door Lynette uit te dagen: deze schakelt echter haar zoontjes in en Kayla begint zich al snel normaal te gedragen.
Totdat ze erachter komt dat Lynette's relatie met de kok van de Toms pizzeria verder gaat dan zakelijk. Ze gaat stoken bij Tom, wat uiteindelijk verstrekkende gevolgen heeft.
Vanaf seizoen 4 lijkt Kayla echter aanvaard te hebben dat Lynette haar moeder is: ze lijkt begaan met haar ziekte (kanker) en speelt met haar nieuwe broertjes en zusjes.
In aflevering 4.09 vindt Kayla het lijk van Sylvia Greene, een vroegere relatie van Adam Mayfair.
Nadat iedereen is bekomen van de schok van de tornado, lijkt Kayla's haat tegenover Lynette weer op te komen. Ze bedreigt verscheidene keren de andere kinderen, zorgt er zelfs voor dat eentje van het dak springt en ze krijgt Lynette op een keer zelfs zover dat ze haar slaat. Kayla belt de kinderbescherming en slaagt erin om Lynette in de gevangenis te krijgen door te zeggen dat ze herhaaldelijk geslagen werd, totdat Tom doorkrijgt wat er gaande is en haar op een sluwe manier laat bekennen dat ze al die tijd gelogen heeft.
Ze probeert hem nog om te praten, maar Tom snapt dat de situatie onhoudbaar is geworden en hij stuurt Kayla naar haar grootouders, ver weg van zijn gezin.